# Louis-Bernard Guyton de Morveau

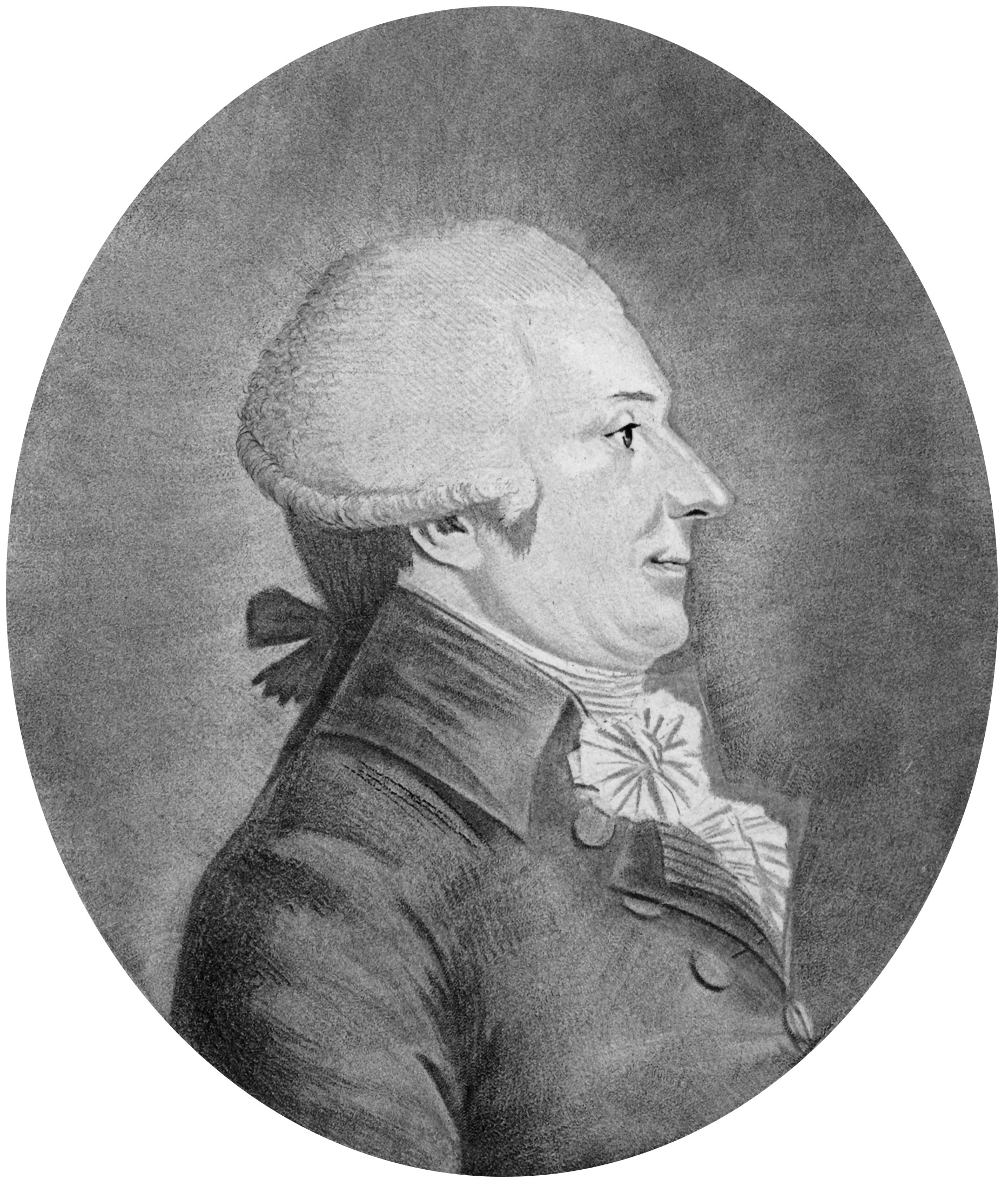
Louis Bernard Guyton de Morveau

Louis-Bernard Guyton de Morveau, född 4 januari 1737 i Dijon, död 2 januari 1816 i Paris, var en fransk baron och kemist.
Morveau blev 1760 advokat och 1786 sekreterare vid Dijons akademi. Han övergav 1783 juridiken helt för att ägna sig åt kemin, i vars historia han gjort sig mest känd genom en 1787 tillsammans med Antoine Laurent de Lavoisier, Claude Louis Berthollet och Antoine François de Fourcroy utarbetad ny kemisk nomenklatur. 
Morveau kom 1791 till Paris som ledamot av nationalförsamlingen och följde franska hären 1794 till Belgien. Efter återkomsten till Paris blev han professor vid École polytechnique, 1799 generaladministratör för myntverket, 1800 direktör för École polytechnique och 1811 baron. Han översatte Carl Wilhelm Scheeles arbeten till franska. Han invaldes 1783 som utländsk ledamot av Vetenskapsakademien i Stockholm.